# A Gázai övezet izraeli blokádja

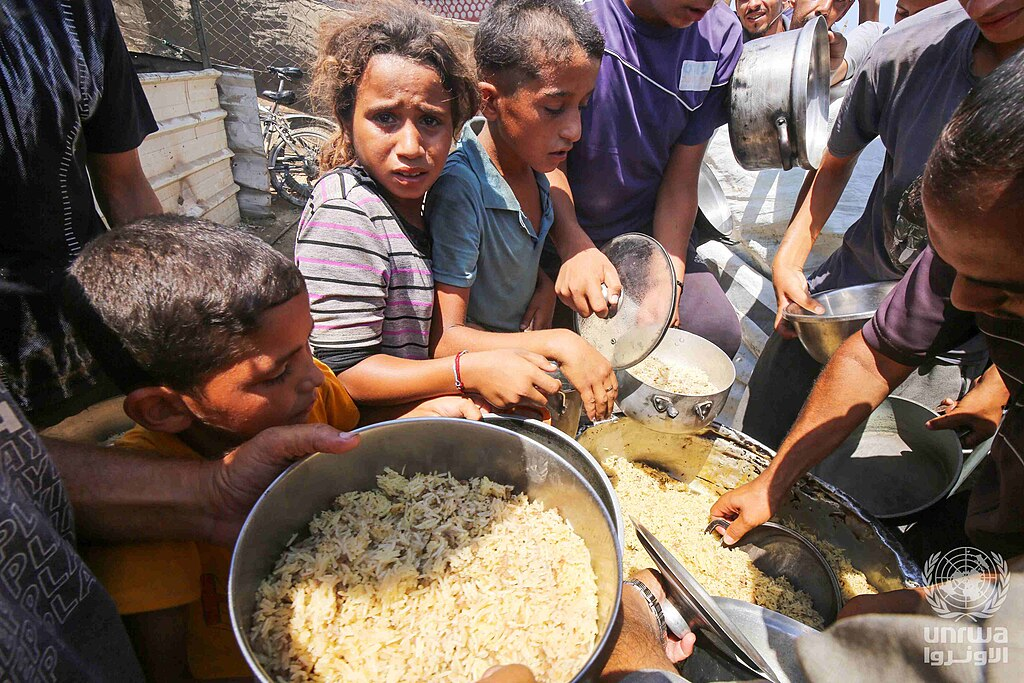
Gázai gyerekek ételt kapnak egy segélyszervezettől.

2023. október 9-én Izrael a Gázai övezet “teljes blokádjának” bejelentésével tovább fokozta a térséget évtizedek óta sújtó blokádját, és elvágta a terület teljes élelmiszer, víz, gyógyszer, üzemanyag és áramellátását a 2023-as Izrael-elleni Hamász támadást követően, illetve a gázai háború alatt. A blokád sokak szerint nagymértékben hozzájárul a gázai népirtáshoz.
Izrael a blokád feloldását a Hamász által elrabolt túszok visszatéréséhez kötötte, amit széles körben bíráltak, mint a gázai palesztinok elleni kollektív büntetés eszközét, és nyilvánvaló háborús bűnt. Izrael később enyhített a teljes blokádon, de továbbra is szigorúan korlátozta a Gázába bejutó segélyszállítmányok számát. Az első segélyek 2023. október 21-én érkeztek az övezetbe. A blokád hozzájárult a gázai humanitárius válság súlyosbodásához.
2024 januárjában az izraeli hatóságok Gáza északi részébe tartó humanitárius segélyek 56%-át nem engedték célba jutni. 2024 február 9-én Philippe Lazzarini, a menekülteket segélyező UNRWA igazgatója azt nyilatkozta, hogy Izrael 1,1 millió gázai ember élelmiszerellátását blokkolja.
A blokád hozzájárult a Gázai övezetet fenyegető éhínséghez, amit tovább súlyosbítottak az élelmiszeripari infrastruktúrát célzó izraeli légicsapások és a humanitárius segélyek korlátozása. Számos alkalommal izraeli tüntetők, köztük telepesek tartóztatták föl a Gázai övezet felé tartó, humanitárius segélyt szállító kamionokat, néhány esetben meg is támadva azokat.

## Előzmények
Az Izrael által a Gázai övezetben bevezetett személy- és áruforgalmat érintő korlátozások az 1990-es évek elejére nyúlnak vissza. A Hamász 2007-es hatalomátvételét követően Izrael jelentősen megszigorította a meglévő forgalmi korlátozásokat, meghirdetve a Gázai övezetbe és onnan kifelé irányuló áruk és személyek mozgásának teljes blokádját.A hatalomátvétel után nem sokkal Egyiptom is csatlakozott a Gázai övezet blokádjához.
Izrael állítása szerint a blokád célja, hogy megállítsa a Gázába csempészett fegyvereket, és gazdasági nyomást helyezzen a Hamászra. Emberi jogi szervezetek szerint a blokád illegális, és kollektív büntetésnek felel meg, mivel korlátozza az alapvető élelmiszerek és elengedhetetlen áruk bejutását, súlyosbítja a gazdasági nehézségeket mindenki számára, és korlátozza a gázai emberek szabad mozgását. A szárazföldi, tengeri és légi blokád gyakorlatilag teljesen elvágta a Gázai övezetet a külvilágtól és a többi Izrael által megszállt palesztin területtől. A blokád és annak hatásai miatt szokták "szabadtéri börtönnek" nevezni a területet.
A Gázai övezet több határátkelőhellyel is rendelkezett Izrael és Egyiptom felé, ezeken keresztül meghatározott számú, kb. 15-21 ezer gázai palesztin kelt át naponta külön engedéllyel Izrael területére dolgozni.
2023. október 7-én 6000 palesztin fegyveres a Hamász politikai és katonai szervezet, és más palesztin csoportok vezetésével minden korábbinál nagyobb támadást indított a gázai-izraeli határzáron keresztül Izrael déli részében. A fegyveresek a határt 119 helyen áttörve megöltek 1175 izraeli és külföldi állampolgárt, valamint ezzel egyidőben legalább 4300 rakétát lőtt ki Izraelre. Válaszul Izrael formálisan hadat üzent a fegyveres csoportoknak, és azonnal 300 000 tartalékost hívtak be az izraeli válaszművelet végrehajtására.

## A blokád
A Gázai övezet teljes blokádját 2023. október 9-én jelentette be Joáv Galant izraeli védelmi miniszter. „Teljes ostrom alá vesszük a Gázai övezetet... se áram, se élelmiszer, se víz, se gáz - mindent elzárunk” - jelentette be. "Igazi állatok ellen harcolunk, és ennek megfelelően cselekszünk" - tette hozzá. Izrael energiaügyi minisztere, Israel Katz szóvivője bejelentette, hogy Katz azonnali hatállyal elrendelte a Gázai övezet vízellátásának leállítását. A gázai-izraeli határkerítés áttört szakaszainak őrzésére és a blokád betartatására izraeli tankokat és drónokat vezényeltek ki.
A blokád következtében a Gázai övezet egyetlen erőműve október 11-én kifogyott az üzemanyagból, így a teljes Gázai övezetben megszűnt az áramellátás. Emiatt leálltak az ivóvizet szolgáltató tengervíz-sótalanító üzemek, és megszűnt a a folyóvíz ellátás is.
2023. október 12-én Izrael Katz kijelentette, hogy addig nem kerül sor a Gázai övezet blokádjának feloldására, amíg a Hamász által elrabolt túszok biztonságban vissza nem térnek hazájukba.
Október 17-én a Török-Palesztin Barátság Kórház bezárni kényszerült, miután elfogytak az üzemanyag tartalékaik, annak ellenére, hogy ez volt a Gázai övezet egyetlen rákos betegeket kezelő kórháza.
Miután Joe Biden amerikai elnök nyomására Gallant megváltoztatta a teljes blokádra vonatkozó álláspontját, és október 19-én megállapodás született arról, hogy Izrael és Egyiptom a segélyszállítmányok egy részét mégis beengedi Gázába.
2024 januárjában a humanitárius segélyek 56%-ának célba érését akadályozták meg az izraeli hatóságok Gáza északi részén.
2024. január 31-én Itamar Ben-Gvir nemzetbiztonsági miniszter felszólította Benjamin Netanjahu miniszterelnököt, hogy ne engedjék további segélyek bejutását Gázába.

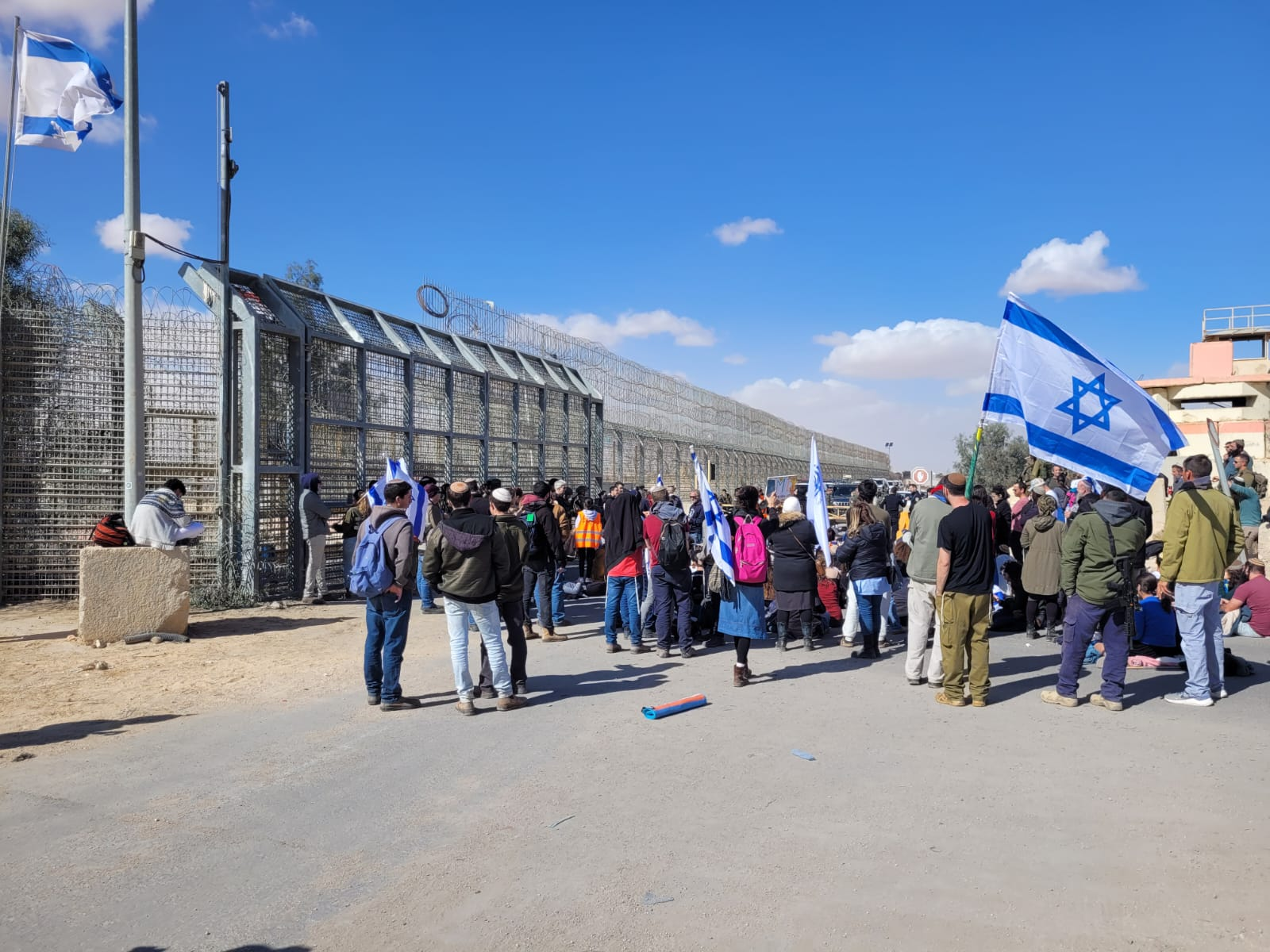
Izraeli tüntetők állják útját a Gázába tartó humanitárius segélynek 2024 februárjában.

Február 1-jén izraeli tüntetők megakadályozták, hogy a gázai segélyt szállító teherautók elhagyják az izraeli  Asdod kikötőt.
Philippe Lazzarini, az UNRWA igazgatója, 2024. február 9-én azt nyilatkozta, hogy Izrael 1,1 millió palesztin ember élelmiszerellátását akadályozza Gázában.
Miután 2025. január 20-án fegyverszünetet kötött Izrael és a Hamász által vezetett militáns csoportok, Izrael lazított az élelem, víz, sátrak és egyéb humanitárius ellátmányok beengedésére vonatkozó megszorításokon.  Mindeközben a Világélelmezési Program igazgatója rámutatott, hogy egyes izraeli korlátozások még mindig érvényben maradtak. Izrael azt is korlátozta, hogy mennyi palesztin hagyhatja el Gázát azért, hogy orvosi kezelést kapjon más országokban. Miközben a tűzszüneti megállapodás része volt, hogy 150 palesztin beteg hagyhatja el naponta a Gázai övezetet, előfordult, hogy Izrael tovább limitálta a kiengedett emberek számát . Az elutasított utazási kérelmű betegek között egy rákbeteg gyerek is volt.
2025. március 2-án Izrael teljesen leálította a Gázába szánt segélyek beengedését. Az ENSZ elítélte humanitárius segély blokádját, a közvetítői szerepet játszó Katar és Egyiptom pedig ezen felül a tűzszünet megsértéseként is értékelte. Március 9-én Eli Cohen, Izrael energiaügyi minisztere megparancsolta az Izraelből Gázába érkező áram elvágását.

### Határátkelők

#### Rafahi átkelő
A legtöbb segélyszállító jármű ezen az átkelőn keresztül érkezik Egyiptomból. Ez volt az első átkelő, amelyet újranyitottak a háború kezdete után, október 21-én. Az újranyitástól október 31-ig 241 segélyszállító teherautó haladt rajta át. Egyiptom, tartva a gázaiak nagymértékű beáramlásától a Sínai-félszigetre, szigorú szabályokat vezetett be a rafahi átkelőn. A Világélelmezési Program igazgatója, Cindy McCain, október 27-én bírálta az átkelő egyiptomi oldalán bevezetett ellenőrzéseket, azokat „túl szigorúnak” nevezve, mivel korlátozzák a segélyek áramlását. A háború kitörése előtt napi közel 500 kamionnyi segély jutott a rafahi átkelőn keresztül Gázába.

#### Kerem Salom átkelő
Kerem Salom volt az egyik átkelő, amelyet a háború kezdetén áttörtek, és ezután is zárva maradt. Október 30-án az ENSZ kérte Izraelt, hogy nyissák meg újra, hogy további segélyszállító teherautókat haladhassanak át rajta. Végül november 3-án rövid időre megnyitották az átkelőt, hogy a munkavállalási engedéllyel Izraelben tartózkodó palesztin munkásokat visszaküldjék Kerem Salomon keresztül a Gázai övezetbe.
2023. december 21-én izraeli tüntetők megpróbálták lezárni a Kerem Salom átkelőt, hogy megakadályozzák további humanitárius segélyek bejutását a Gázai övezetbe. 2024 február 6-án az izraeli 12-es televíziós csatorna arról számolt be, hogy 132 segélyszállító teherautót átkelését akadályozták meg a Kerem Salom határátkelőn. Másnap az izraeli tüntetők tábort vertek Kerem Salomnál, hogy minden további segély bejutását is megakadályozzák a Gázai övezetbe.

#### Egyéb átkelők
2024. február 2-án izraeli tüntetők lezárták az Egyiptom és Izrael közötti nitzanai határátkelőt, hogy megakadályozzák humanitárius segélyek bejutását a Gázai övezetbe.
2024. május 1-jén izraeli telepesek megtámadtak két jordániai segélykonvojt, amelyek orvosi ellátmányt és lisztet szállítottak Gázai övezet felé.
Izrael az Egyesült Államok követelésére 2024. november 12-én újra megnyitotta a Kiszufim átkelőt. A követelések célja az volt, hogy egy újabb átkelő megnyitásával segítsék a humanitárius segélyek beáramlását a Gázai övezetbe.

## A blokád következményei
A blokád következtében a Gázai övezetben 90%-kal csökkent az áramellátás, ami hatással volt a kórházak működőképességére, a szennyvíztisztító telepekre és az ivóvízellátást biztosító sótalanító üzemek leállásához vezetett. 2023. november 23-ra a Egészségügyi Világszervezet (WHO) szerint a Gázai övezet mindössze 35 kórháza közül 27-nek leállt a működése.
Az UNRWA 2023. november 15-i jelentése szerint az üzemanyaghiány miatt Gáza 70%-a számára vált elérhetetlenné a tiszta ivóvíz. November 17-én az Oxfam humanitárius szervezet Gáza vízellátását az ostrom előtti kapacitás 17%-ára becsülte. Az Oxfam és az Egyesült Nemzetek Szervezete (ENSZ) is aggodalmukat fejezték ki, hogy a tiszta víz és a higiéniai feltételek hiánya miatt Gázában kolera és más halálos fertőző betegségek terjedhetnek el. December 7-én a WHO az akut légúti fertőzések, a rühösség, a sárgaság és a hasmenés esetszámainak növekedéséről számolt be.
A Világélelmezési Program 2023. december 7-i közlése szerint a gázai háztartások 97%-ának nem jutott elegendő élelmiszer, és a Gázai övezet déli részén a lakosság 83%-a csak „szélsőséges fogyasztási stratégiák” segítségével képes életben maradni. Az ENSZ december 15-i becslése szerint tíz lakosból kilenc nem jutott minden nap ételhez. December 22-én az UNICEF arra figyelmeztetett, hogy a Gázai övezetben egyre nagyobb az éhínség veszélye.
A gázai távközlési infrastruktúra ellen intézett közvetlen izraeli támadások, az áram blokkolása és az üzemanyaghiány miatt a legnagyobb gázai mobilszolgáltatók szinte teljesen összeomlottak. Az internet-hozzáférés hiánya miatt a gázai polgárok nem csak szeretteikkel nem tudnak kommunikálni, hanem az izraeli hadsereg műveleteiről sem értesülnek, nem tudják azonosítani sem azt, hogy melyek a legsűrűbben bombázott területek, sem a lehetséges menekülési útvonalakat. Az áramkimaradások a sürgősségi szolgálatok működését is akadályozták, megnehezítve a - gyakran kritikus állapotban lévő - sérültek felkutatását, illetve a humanitárius segélyszervezeteket és az újságírók munkáját is. 2023 decemberére 200 000 gázai (a lakosság mintegy 10%-a) internet-hozzáférését biztosította eSIM-eken keresztül a Connecting Humanity elnevezésű kezdeményezés.

### Éhínség
Az Izrael-Hamász háború miatt a Gázai övezetet katasztrofális éhínség fenyegeti, ami elsősorban a folyamatos izraeli légicsapások és az Gázai övezetet sújtó izraeli blokád következménye, beleértve a humanitárius segélyek korlátozását is. Gázában jelenleg 2,2 millió embert fenyeget a katasztrofális mértékű élelmiszerhiány.

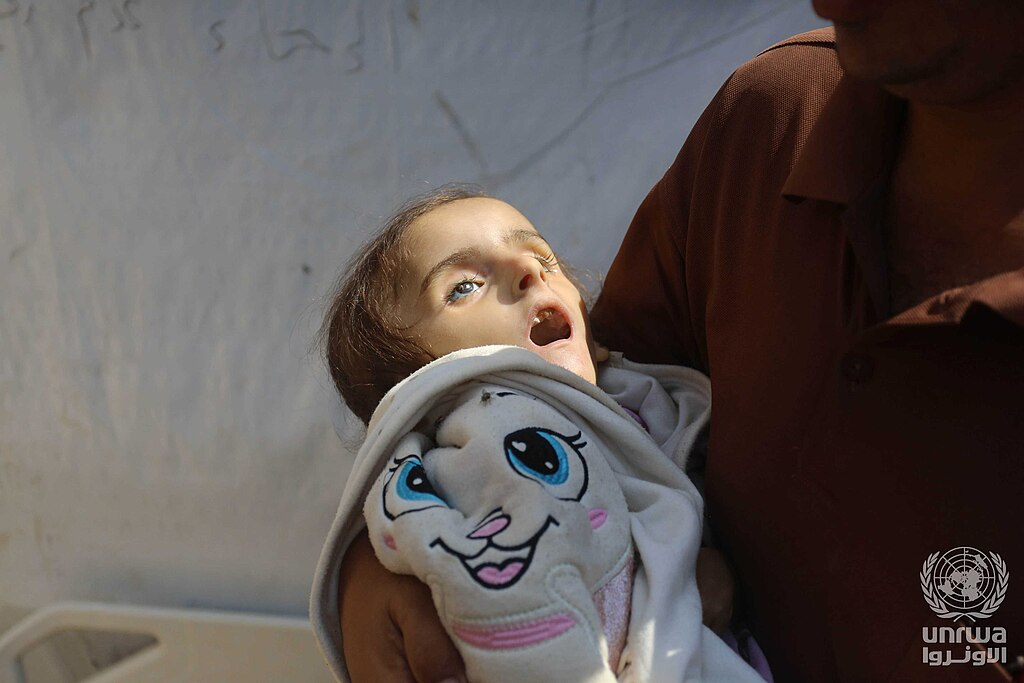
4 éves palesztin lány, aki alultápláltság miatt vesztette életét.

A légicsapások elpusztították az övezet élelmiszeripari infrastruktúráját, a pékségeket, malmokat és élelmiszerraktárakat, és a segélyek blokádja miatt alapvető élelmiszerekből is általános a készlethiány. Ez összesen több mint félmillió gázai lakos éhezéséhez vezetett, ami csak egy része az övezetben kialakult általános humanitárius válságnak.
Ez az élelmiszerbiztonság hiányának különböző szintjeit jelző IPC-skála mentén valaha feljegyzett „legnagyobb számú ember, aki katasztrofális éhínséggel küzd.” Széles körben elterjedt nézet továbbá, hogy a második világháború óta ez lesz a legsúlyosabb ember okozta éhínség. Mivel a lakosság 53%-a, azaz 1,17 millió ember veszélyeztetett, a régióban általános a súlyos alultápláltság, és egyre növekvő számú halálos áldozat várható. A fennálló biztonsági intézkedések miatt rendkívül nehéz számottevő humanitárius segítséget biztosítani. A lakosság azonnali szükségleteinek kielégítéséhez elengedhetetlen lenne a humanitárius segélyek következetes és akadálytalan beáramlásának biztosítása Gázába.

## Fordítás
- Ez a szócikk részben vagy egészben  az   Israeli blockade of the Gaza Strip (2023–present) című angol Wikipédia-szócikk ezen változatának fordításán alapul.  Az eredeti cikk szerkesztőit annak laptörténete sorolja fel. Ez a jelzés csupán a megfogalmazás eredetét és a szerzői jogokat jelzi, nem szolgál a cikkben szereplő információk forrásmegjelöléseként.